# Camino na kolečkách
Camino na kolečkách je český dokumentární film režisérky Evy Toulové z roku 2017 o pacientu s roztroušenou sklerózou vydávající se zdolat na vozíku Svatojakubskou cestu.
Film Camino na kolečkách vznikl na pozadí šest set kilometrů dlouhé Svatojakubská cesta, kterou podnikl Jan Dušek se svými přáteli, svým devítiletým synem a filmovým týmem vedeným známým poutníkem Petrem Hirschem. Háček je v tom, že hlavní aktér má už tak odvážnou výpravu ztíženou o invalidní vozík. Jan Dušek je šestatřicetiletý dobrodruh s progresivní formou roztroušené sklerózy. Na svém invalidním vozíku se rozhodl pokořit Svatojakubskou cestu hned z několika důvodů. Sám pro sebe vyráží s prosbou o zpomalení průběhu nemoci. Všem ostatním chce ale hlavně ukázat, že na kolečkách život nekončí a i v těžké životní situaci je možné si splnit své sny a cíle.
Hlavním patronem poutě a filmu bylo České velkopřevorství řádu sv. Lazara.
V roce 2022 se snímek dočkal pokračování s názvem Černobyl na kolečkách.